# Araneus hui
Araneus hui este o specie de păianjeni din genul Araneus, familia Araneidae, descrisă de Hu în anul 2001. Conform Catalogue of Life specia Araneus hui nu are subspecii cunoscute.